# Dichaetomyia keiseri
Dichaetomyia keiseri este o specie de muște din genul Dichaetomyia, familia Muscidae, descrisă de Fritz Isidore van Emden în anul 1965.
Este endemică în Sri Lanka. Conform Catalogue of Life specia Dichaetomyia keiseri nu are subspecii cunoscute.